# Zieloni rzeźnicy
Zieloni rzeźnicy (da. De grønne slagtere) – duński film z Madsem Mikkelsenem i Nikolaj Lie Kaasem w rolach głównych. Scenarzystą i reżyserem filmu jest Anders Thomas Jensen. 
Film to czarna komedia o dwóch rzeźnikach o imionach Svend i Bjarne, którzy postanawiają uwolnić się od tyranii swojego szefa i otworzyć własny sklep mięsny.

## Fabuła
Svend i Bjarne postanawiają otworzyć własny sklep mięsny, jednak na wielkie otwarcie nikt nie przychodzi. Zawiedziony początkiem działalności swojego wymarzonego sklepu Svend przez przypadek zamyka w chłodni elektryka i swoją pomyłkę odkrywa dopiero następnego dnia rano. Zestresowany odkryciem ciała w chłodni oraz odwiedzinami dawnego szefa, sprzedaje mu na wystawną kolację filety z... elektryka. Kiedy wieść o przepysznych filetach z "kurczaka" rozchodzi się po miasteczku, sklep staje się sławny. 
Wbrew zadowoleniu Svenda, Bjarne ma problemy ze sprzedawaniem ludzkiego mięsa. Dodatkowym zmartwieniem dla niego jest jego brat Eigil, który przez 7 lat był w śpiączce. Chcąc zdobyć pieniądze na otwarcie sklepu, wyraża zgodę na odłączenie brata od podtrzymujących go przy życiu maszyn. Jednak Eigil niespodziewanie budzi się i szuka kontaktu z bratem.

## Obsada
- Nikolaj Lie Kaas jako Bjarne – rzeźnik uzależniony od papierosów. Jego hobby jest zabijanie zwierząt i kolekcjonowanie ich szkieletów.
- Nikolaj Lie Kaas jako Eigil – brat bliźniak Bjarne'a. Jest opóźniony w rozwoju. Spowodował wypadek, w którym zginęli jego rodzice i szwagierka, a on sam trafił w stanie śpiączki do sanatorium na 7 lat. Eigil jest miłośnikiem zwierząt i wegetarianinem.
- Mads Mikkelsen jako Svend – założyciel Svend & Co. sklep mięsny.
- Line Kruse jako Astrid – dziewczyna pracująca dla pastora Villumsena w kościele i na cmentarzu.
- Nicolas Bro jako Hans Peterson ("House Hans") – sprzedawca nieruchomości.
- Aksel Erhadtsen jako Pastor Villumsen – pastor lokalnego kościoła. W trakcie miesiąca miodowego jego samolot rozbił się, a on zjadł swoją żonę.
- Bodil Jørgensen jako Tina – narzeczona Svenda.
- Ole Thestrup jako Holger – były szef Svenda i Bjarne'a.
- Lily Weiding jako Juhl – pielęgniarka Eigila.